# Pteris kinabaluensis
Pteris kinabaluensis är en kantbräkenväxtart som beskrevs av Carl Frederik Albert Christensen. Pteris kinabaluensis ingår i släktet Pteris och familjen Pteridaceae. Inga underarter finns listade.